# François Hillenweck
François Hillenweck est un peintre français, né à Thann en Alsace en 1673 et mort dans la même ville en 1748.

## Biographie

### La famille Hillenweck
Ce peintre alsacien fait partie de la famille Hillenweck (dont le patronyme s’est écrit de diverses manières jusqu’au XVIIIe siècle (Hylweck, Hülweg, Hillweg, Hilweckh, Hillenweckh…), l’une des plus anciennes de Thann où elle a été présente au moins depuis le XVe siècle, et - par l’une de ses branches - jusqu’à la fin du  XXe siècle. Trois générations se sont succédé du début du XVIIe siècle jusqu’à François Hillenweck.

### Le peintre
Il est né de Gaspard (Jean Gaspard) Hillenweck (Thann 1623-Thann 1695) et d'Ursule Seelmann (née à Thann en 1639) qui se sont mariés à Thann en 1659. De ce mariage sont nés neuf enfants : trois filles et six garçons. François Hillenweck était le sixième enfant (et troisième garçon) de cette fratrie. Il s'est marié à Thann en 1704 avec Marie Catherine Jung, décédée à Thann en 1743, sans enfant. Il était le parrain de deux fils de son frère Jean, Thiébaut Antoine (1703-1782) et François Joseph (1705-1739). De son plus jeune frère Mathieu est née notamment Catherine Hillenweck (1713-1771) dont Marie Catherine Jung était la marraine.
François Hillenweck a exercé des fonctions municipales à Thann, en tant que « sénateur » (membre du conseil dirigeant de la ville), après avoir exercé la fonction à la fois pratique et honorifique de « bangard » (garde du ban des vignes), exercée aussi par son père Gaspard, ainsi que par son beau-frère Melchior Werner, tonnelier, par son frère Jean et par son frère Mathieu, cloutier.

## Les œuvres
Ces œuvres sont un témoignage de la peinture en Alsace dans la première moitié du XVIIIe siècle, époque pour laquelle on a répertorié peu de peintres alsaciens. Elles sont d’inspiration religieuse, marquée par le catholicisme qui, face au protestantisme, prônait le culte de la Vierge et des saints, et fournissait ainsi aux artistes une matière abondante. Souvent en médiocre état malgré les restaurations, les tableaux sur toile de François Hillenweck, qui mériteraient une meilleure mise en valeur par les reproductions photographiques, se trouvent à Thann, à Guebwiller, et dans les environs de Colmar à Widensolen et à Kientzheim.   
En ce qui concerne au moins les deux premiers lieux, il s'agit de commandes passées par les ordres religieux (Franciscains de Thann, Dominicains de Guebwiller) à l'occasion de la rénovation de leurs églises. L'ordre des Dominicains était aussi bien implanté à Colmar, où ses anciens bâtiments sont aujourd'hui ceux du musée Unterlinden. Il s'agit parfois d'une peinture d'actualité, dans la mesure où certains tableaux ont été exécutés au moment où les saints qu'ils représentent ont été béatifiés ou canonisés (par exemple Pie V, Jean Népomucène, Jeanne de Valois).  
En ce qui concerne Kientzheim, il est à noter que François Joseph Hillenweck, petit-fils de Jean Hillenweck frère du peintre, a été curé de cette paroisse de 1763 à 1791 et de 1802 à 1812. Le tombeau du curé Hillenweck se trouve à Kientzheim dans la chapelle Saint-Félix Sainte-Régule.  

### A Thann

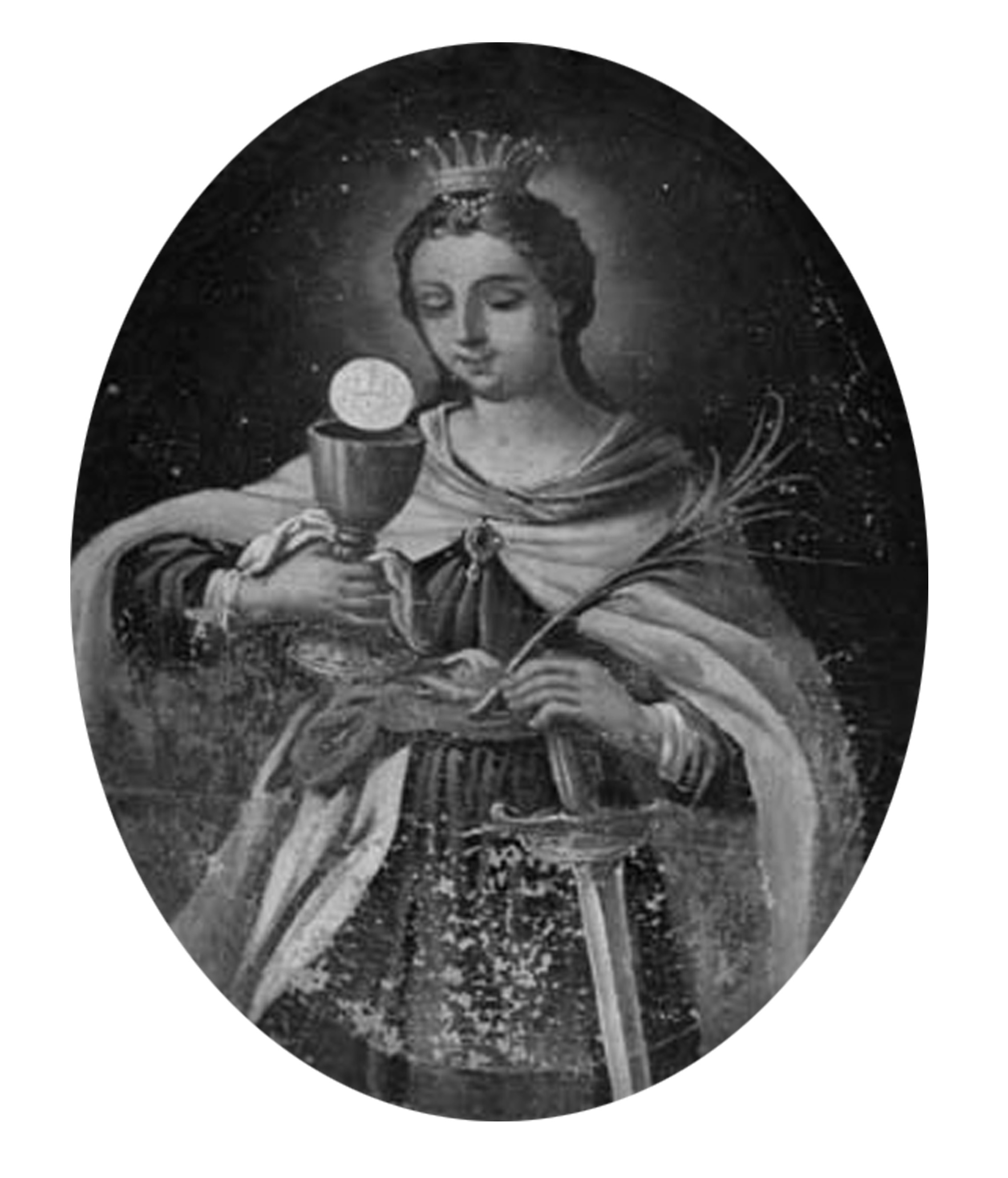
Sainte Barbe (photo du ministère de la culture) dans l'église de Widensolen

Dans le chœur de la collégiale Saint-Thiébaut de Thann, un tableau représentant la décollation de saint Jacques le Majeur (hauteur 3 m, largeur 2 m), restauré en 1896, est attribué par la tradition à François Hillenweck. Il porte la date de 1719 inscrite lors de sa restauration en 1896 par le peintre Gustave Brion, et proviendrait du maître-autel de l'ancienne église des Franciscains de Thann consacrée à la Vierge et à saint Jacques - détruite après la Révolution, avant 1820 - à la décoration de laquelle François Hillenweck a participé. Le reste du couvent a été transformé en hôpital. Dans la collégiale se trouve aussi un tableau que François Hillenweck a peint en 1733, d’après Rubens, le « Triomphe de l’eucharistie sur l’ignorance et l’aveuglement ». Ce tableau (haut de 1,30 m, large de 2 m), restauré en 1912 par Georges Ritleng, montre l'eucharistie sous l'aspect d'une jeune femme tenant un ostensoir, dans un char tiré par trois chevaux, qui écrase au passage deux hommes, la discorde et l'envie ; et qui entraîne avec lui l'aveuglement (les yeux bandés et les mains liées) et l'ignorance (la tête rasée, avec des oreilles d'âne). 

### A Guebwiller
La chapelle Notre-Dame-du-Sehring à Guebwiller abrite un ensemble de dix tableaux hauts de 2,40 m et larges de 1,50 m, exécutés en 1709 par François Hillenweck pour le chœur de l’église du couvent des Dominicains et transférés dans cette chapelle après la Révolution. Ils représentent la Vierge debout en prière ; saint Vincent Ferrier de Valence, dominicain ; saint Antonin de Florence, dominicain archevêque de cette ville ; sainte Catherine de Sienne, dominicaine ; le Christ (salvator mundi) en pied, tenant un globe ; sainte Marie Madeleine assise ; saint Augustin évêque d’Hippone, assis avec mitre (attribut épiscopal) et livre (symbole d'érudition) ; saint Dominique en pied ; saint Thomas d’Aquin, dominicain, en pied, avec livre et colombe (symbole de l'inspiration divine) ; saint Pie V en pied, dominicain devenu pape, béatifié en 1672, canonisé en 1712. 

### A Widensolen
Près de Colmar, dans l’église paroissiale Saint-Nicolas de Widensolen, reconstruite dans la seconde moitié du XIXe siècle, deux autels latéraux face à la nef sont ornés chacun d’un grand tableau rectangulaire d’environ 1,80 m de haut et d’un tableau ovale de couronnement d’environ 1 m de haut (représentant sainte Marguerite à gauche, et à droite sainte Barbe, qui a pour attribut traditionnel le ciboire où sont conservées les hosties consacrées). Sous le tableau ovale de sainte Marguerite, 

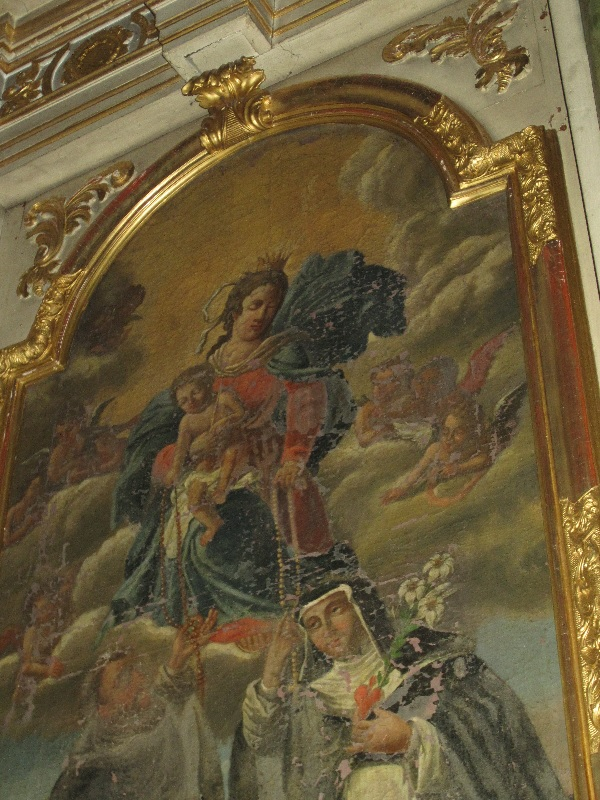
Remise du rosaire à saint Dominique et à sainte Catherine par la Vierge.

le tableau rectangulaire, au bas duquel on peut lire la signature Hillenweckh et la mention : pinxit, représente la remise du rosaire (grand chapelet) à saint Dominique et à sainte Catherine de Sienne (ci-contre). L'apparition de la Vierge remettant le rosaire à saint Dominique est un thème iconographique habituel dans les représentations de ce saint. Du côté droit de l’église, sous le tableau ovale de sainte Barbe, le tableau rectangulaire, signé Hillenweckh, représente Sainte Madeleine au pied de la croix. D’après le ministère de la culture, l’ensemble date probablement du deuxième quart du XVIIIe siècle. 

### A Kientzheim
À Kientzheim où était établi un couvent de Franciscains (commune englobée à partir de 2016 dans la commune nouvelle de Kaysersberg-Vignoble) se trouvent plusieurs tableaux de François Hillenweck, dans l’église Notre-Dame-des-Douleurs ou Notre-Dame-des-Sept-Douleurs, qui date de 1722 (mais le chœur est du XVe siècle). Dans cette église, un grand tableau d’autel de 4,60 cm de haut et de 3,20 cm de large, restauré en 1955 par Louis Liechtenauer, représente une descente de croix imitée d’une œuvre de Charles Le Brun qui se trouve au musée des beaux-arts de Rennes. Il provient de l'ancien maître-autel offert, dans les années 1720,  par le baron Alexandre Henri de Redwitz et son épouse Wilhelmine Sidonie de Leyen, et par Françoise Thérèse de Leyen. François Hillenweck a signé sous les armoiries des donateurs.  De plus, on lui attribue un tableau ni daté ni signé (haut de 2,10 m et large de 1,40 m) d’un autel secondaire offert en 1728 par le chirurgien Joseph Ignace Dietrich et son épouse Marie Thérèse née Fronhoffer. Le tableau représentant le martyre de saint Sébastien s’inspire d’une composition de Hans von Aachen. Dans le couronnement, un autre tableau représente la sainte Famille avec, dans les nuées, Dieu le Père. De moindre qualité, il est contemporain du reste de l'autel et pourrait être issu de l'atelier de François Hillenweck. Les deux tableaux ont été restaurés par le peintre strasbourgeois Claude Bernhart. Dans la nef de la même église, un ensemble de huit tableaux peints par François Hillenweck évoque des scènes de la vie du Christ, de la Vierge et des saints.

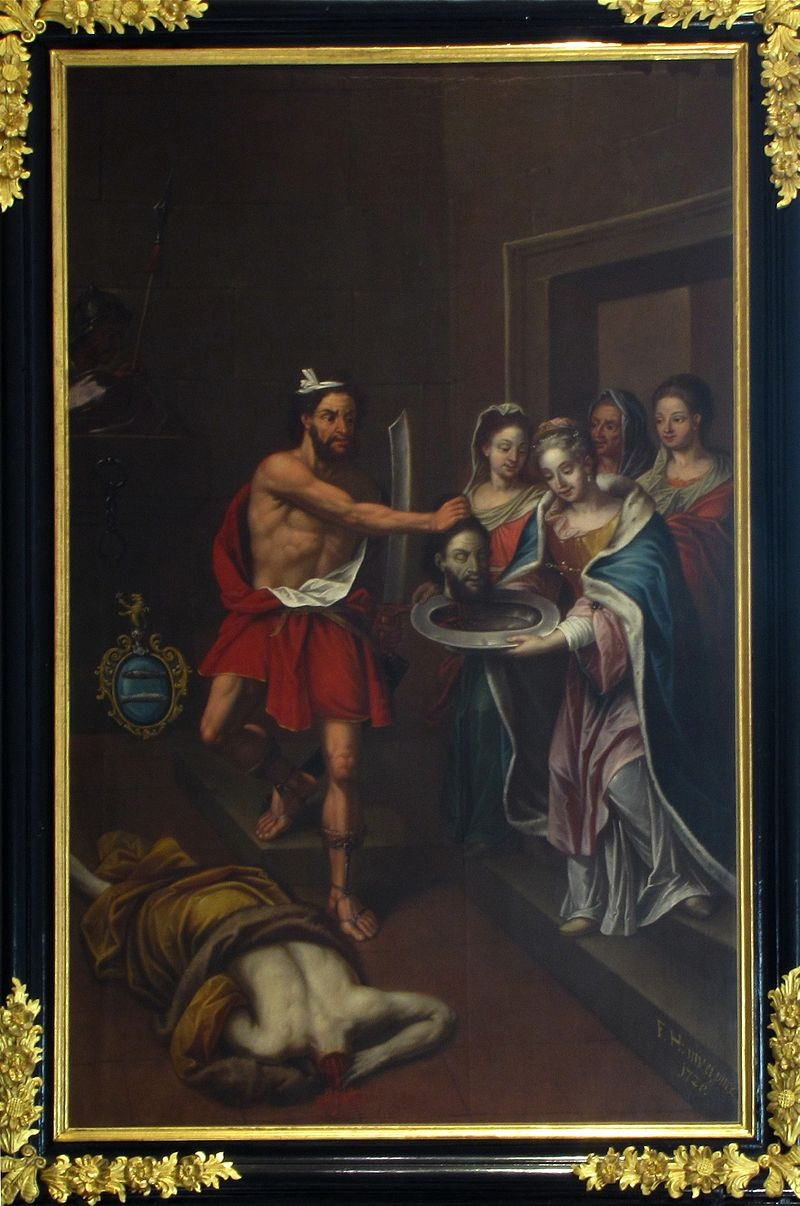
Décollation de saint Jean-Baptiste.

Ces huit tableaux représentent la décollation de Jean-Baptiste ; saint Jacques le Majeur ; l’adoration des Mages ; sainte Elisabeth de Hongrie, franciscaine ; sainte Jeanne de Valois (Jeanne de France), fondatrice de l'Ordre de l'Annonciation d'inspiration franciscaine, béatifiée en 1742 ; le Couronnement de la Vierge ; l’ascension du Christ ; saint Jean Népomucène (béatifié en 1721, canonisé en 1729). Dans cet ensemble, certains tableaux portent la signature du peintre ou ses initiales et un millésime. Celui qui représente l'Adoration des Mages (où l’on peut lire : « Hillenweck pinxit ») est daté de 1738 ; la Décollation de saint Jean Baptiste (où l’on peut lire : « F. H. inv et pinx. »), datée de 1726, porte l'écu du donateur, le secrétaire municipal Antoine Schaffner ; le Couronnement de la Vierge porte la date de 1730 et le nom d'Eva Scherer ; sur le tableau représentant saint Jean Népomucène sont peintes les armoiries du baron Alexandre Henri de Redwitz et de Wilhelmine Sidonie de Leyen. Le tableau du Couronnement de la Vierge a été restauré en 1991 par les ateliers Strada à Vincennes, les autres ont été restaurés entre 1996 et 1998 par Claude Bernhart qui a supprimé et remplacé les anciens repeints, refixé la matière picturale et procédé à un réentoilage.

### L'art du peintre
Il relève d'une esthétique baroque tardive très influencée par le classicisme français. L'ensemble de huit tableaux dans l'église Notre-Dame-des-Douleurs de Kientzheim en donne de bons exemples. 
Dans L'Ascension du Christ, les mouvements des bras et des mains expriment l'amour et le regret de la séparation éprouvés par l'assistance qui se presse dans la moitié inférieure du tableau, tandis que le Christ s'élève dans le ciel. On peut noter dans les autres tableaux l'expressivité des principaux visages féminins idéalisés, rendue notamment par les yeux et les paupières tantôt levés, tantôt baissés dans le recueillement ou le contentement intérieur.
Pour ce qui est des couleurs, le peintre les associe de manière caractéristique à chaque personnage : tunique bleue et manteau rouge pour le Christ et pour saint Jacques ; robe rouge et manteau bleu pour sainte Elisabeth ; robe bleu clair et manteau jaune pour sainte Jeanne de Valois ; robe bleu clair et manteau d'un bleu plus soutenu pour la Vierge... Dans le tableau de la Décollation de saint Jean-Baptiste (comme dans celui de la Décollation de saint Jacques à Thann) le bourreau est en rouge et le supplicié en vêtement jaune. Sauf dans ce dernier cas (Jean-Baptiste étant souvent représenté en rouge), les couleurs de François Hillenweck correspondent à celles qui sont habituellement utilisées, telles que le bleu pour la Vierge Marie.